# ئی‌آرکی‌ئی
ئی‌آرکی‌ئی (انگلیسی: ERKE) شرکت تجهیزات ورزشی چینی است، که در سال ۲۰۰۰ تأسیس شد.